# Мавзолей Гаухар-ана
Мавзолей Гаухар-ана (каз. Гауһар ана кесенесі) — мавзолей в Туркестанской области. Входит в состав заповедника-музея «Азрет-Султан». С 2019 года — памятник истории и культуры Казахстана республиканского значения.

## История
По преданиям мавзолей возведён над могилой дочери Ходжи Ахмеда Ясави — Гаухар. По одной из легенд, Гаухар ана перед смертью попросила, чтобы её похоронили там, где была напрасно пролита кровь её брата Ибрагима. Он был убит за то, что без спроса выпил воды из колодца.
У Гаухар-аны не было детей. Ей приписываются целебные качества, и отец говорил ей, что все, кого она излечила — это её дети. В 100 м западнее мавзолея устроен колодец, во время паломничества женщины обливаются водой из этого колодца.

## Архитектура
По сведениям местных старожилов, раньше над могилой Гаухар-аны был мавзолей с голубым куполом, схожий с мавзолеем Рабиги Султан Бегим, но меньших размеров.
Современное здание мавзолея — 2015 года постройки. Построено из обожжённого кирпича. Высота мавзолея 9 м, в плане здание представляет из себя портальный квадратный киоск.